# Caecianiropsis birsteini
Caecianiropsis birsteini är en kräftdjursart som beskrevs av Oleg Grigor'evich Kussakin 1979. Caecianiropsis birsteini ingår i släktet Caecianiropsis och familjen Janiridae. Inga underarter finns listade i Catalogue of Life.